# Episodi di Lockie Leonard (prima stagione)
La prima stagione della serie televisiva Lockie Leonard è stata trasmessa in anteprima in Australia dalla Nine Network tra il 19 giugno 2007 e il 15 agosto 2007.
| nº | Titolo originale         | Titolo italiano | Prima TV Australia | Prima TV Italia |
| -- | ------------------------ | --------------- | ------------------ | --------------- |
| 1  | The Human Torpedo        | Inedito         | 19 giugno 2007     | Inedito         |
| 2  | Stormy Mondays           | Inedito         | 20 giugno 2007     | Inedito         |
| 3  | Lockie Chickens Out      | Inedito         | 21 giugno 2007     | Inedito         |
| 4  | To Cheat or Not to Cheat | Inedito         | 26 giugno 2007     | Inedito         |
| 5  | Cyril                    | Inedito         | 27 giugno 2007     | Inedito         |
| 6  | A Water Feature          | Inedito         | 28 giugno 2007     | Inedito         |
| 7  | Match of the Day         | Inedito         | 3 luglio 2007      | Inedito         |
| 8  | The Details              | Inedito         | 4 luglio 2007      | Inedito         |
| 9  | Weird Genes              | Inedito         | 5 luglio 2007      | Inedito         |
| 10 | Miracles                 | Inedito         | 10 luglio 2007     | Inedito         |
| 11 | X Marks the Dot          | Inedito         | 26 aprile 2007     | Inedito         |
| 12 | Dog Days                 | Inedito         | 12 luglio 2007     | Inedito         |
| 13 | It's Not You, It's Me    | Inedito         | 17 luglio 2007     | Inedito         |
| 14 | Pure Poetry              | Inedito         | 18 luglio 2007     | Inedito         |
| 15 | The Ladder of Love       | Inedito         | 19 luglio 2007     | Inedito         |
| 16 | Brothers                 | Inedito         | 24 luglio 2007     | Inedito         |
| 17 | Swamp Rat                | Inedito         | 25 luglio 2007     | Inedito         |
| 18 | Face the Fear            | Inedito         | 26 luglio 2007     | Inedito         |
| 19 | Lockie Takes the Cake    | Inedito         | 31 luglio 2007     | Inedito         |
| 20 | The Clock's Tickin'      | Inedito         | 1º agosto 2007     | Inedito         |
| 21 | Zig Zag Hill             | Inedito         | 10 maggio 2007     | Inedito         |
| 22 | Angels and Monsters      | Inedito         | 7 agosto 2007      | Inedito         |
| 23 | Boredom Busters          | Inedito         | 8 agosto 2007      | Inedito         |
| 24 | Barry Goes Pop           | Inedito         | 9 agosto 2007      | Inedito         |
| 25 | The Domino Effect        | Inedito         | 14 agosto 2007     | Inedito         |
| 26 | Joy... To the World      | Inedito         | 15 agosto 2007     | Inedito         |